# Scopula leucoloma
Scopula leucoloma är en fjärilsart som beskrevs av Louis Beethoven Prout 1932. Scopula leucoloma ingår i släktet Scopula och familjen mätare. Inga underarter finns listade.